# René Pétillon
René Pétillon (Lesneven, 12 december 1945 - 30 september 2018) was een Franse stripauteur.

## Carrière
René Pétillon begon in 1967 als cartoonist en werkte voor Franse bladen als Planète, Penthouse, L'enragé en Action. In 1972 werd zijn eerste strip, Docteur Miracle, gepubliceerd in stripblad Pilote. Pétillon creëerde zijn meest bekende strippersonage Palmer voor het blad L'Echo des savanes. Jack Palmer is een privé-detective met een hoed en regenjas zoals Humphrey Bogart. Maar zijn regenjas is veel te groot en Palmer rijdt op een scooter en hij lost misdaden eerder per ongeluk op. René Pétillon stak zijn liefde voor de absurde en sonsensicale humor, in het verlengde van de tekenaars van het Amerikaanse blad Mad, in deze strip. Palmers onderzoeken brachten hem naar de wereld van de showbusiness of Corsica, maar bijvoorbeeld ook naar het Stripfestival van Angoulême. In 1982 keerde Pétillon met dit personage terug bij Pilote. Sinds 1987 gebeurde dit niet meer in lange verhalen, maar in gags van een pagina. Later volgden terug lange verhalen, met als laatste Palmer en Bretagne in 2013. Ondertussen schreef Pétillon ook de scenario's voor de strip Le baron noir, getekend door Yves Got, die tussen 1976 en 1979 in de krant Le Matin verscheen. Vanaf 1981 tekende Pétillon ook de strips Douglas Ferblanc en Vaseline voor het blad Métal hurlant. Vanaf 1989 begon hij terug voor L'Echo des savanes te werken.
Het werk van Pétillon werd bekroond met de Grote Prijs van het Internationaal Stripfestival van Angoulême in 1989.
- Biblioteca Nacional de España: XX5066080
- Bibliothèque nationale de France: cb119193738 (data)
- Gemeinsame Normdatei: 136853552
- International Standard Name Identifier: 0000 0001 2117 1616
- Library of Congress Control Number: n97075733
- Nationale Bibliotheek van Israël: 987007417510705171
- Nederlandse Thesaurus van Auteursnamen: 072468122
- Système universitaire de documentation: 027068110
- Virtual International Authority File: 15744
- WorldCat: E39PBJfH377kWDxqr8tHFC3fbd